# Crash Nitro Kart
Crash Nitro Kart је тркачка видео игра из 2003. коју је развио Vicarious Visions и објавио Universal Interactive за Плејстејшн 2, Xbox, GameCube и Game Boy Advance; верзије за N-Gage и мобилне телефоне објављене су 2004. То је друга тркачка игра у серији Crash Bandicoot после Crash Team Racing и прва игра у серији која садржи видео записе у пуном покрету. 
Прича игре је усредсређена на отмицу Креша Бендикута, заједно са другим ликовима у серији, од стране немилосрдног диктатора, цара Вела XXVII. Претећи да ће уништити Земљу ако одбију, он их тера да се утркују у његовом гигантском колосеуму ради забаве својих поданика.
Crash Nitro Kart је добио мешовите критике, при чему су рецензије варирале од верзије до верзије. Верзија за кућну конзолу наишла је на генерално поштене критике, које су игру одбациле као генеричку картинг тркачку, али су позитивно коментарисале њену механику „клизања“. Верзија за Game Boy Advance је добила нешто боље критике од верзије за конзолу, док су рецензије за верзију N-Gage биле средње, при чему је велики део критика упућен на „тунелску визију“ игре. Садржај из игре, укључујући све њене ликове, тркачке стазе, борбене арене, картинге и модове битке, ремастерисан је као део Crash Team Racing Nitro-Fueled 21. јуна 2019. 

## Играње
Crash Nitro Kart је тркачка игра у којој играч контролише ликове из серије Crash Bandicoot, од којих се већина трка у картингу. Док се трка, играч може да убрзава, управља, уназад, кочи, скаче или користи оружје и појачања помоћу аналогне палице и дугмади на контролеру игре.  Четири различите врсте сандука су разбацане по стазама и аренама Crash Nitro Kart-а. „Сандуци са предметима“ су означене знаком питања (?) и обично долазе у сету од четири. Играч може набавити оружје или појачање тако што ће се возити кроз сандук са предметима и разбити га. Играч може истовремено носити само једно оружје или појачање. „Дуплирани сандуци” су означени са „X” и обично се налазе на тешко доступним местима на стазама. Ови специјални сандуци садрже три одређена оружја или појачања. „Вумпа сандуци“ су необележени и носе „Вумпа воће“ које јача играчево оружје и појачања ако их се добије десет. "Активациони сандуци" су означени знаком узвика (!) и активирају или подлогу за појачавање или замку која може да успори остале тркаче. 
Појачавање је важан део игре Crash Nitro Kart-а. Када играч појача, његов карт ће тренутно ићи нешто брже од своје нормалне максималне брзине. Појачања се постижу вожњом преко јастучића за појачавање разбацаних по стазама, пумпањем гаса на стартној линији и држањем дугмета за гас у право време када се ресетује на стази. Друга техника која се користи за појачавање је "клизање". Да би извршио клизање, играч држи притиснуто једно од дугмади за скок док управља. Док клизи, закривљени „мерач појачања“ појављује се поред возила играча. Када мерач пређе са зелене на црвену, играч притисне дугме на супротном рамену да би добио појачање. Што је већи мерач појачања, то ће појачање бити снажније. 

### Тркачки режими
Crash Nitro Kart има 6 тркачких режима: авантура, тркачка временска проба, пролаз на временско време, брза трка, тимска трка и куп турнир. Неки режими су детмеч, док се други могу играти као тим. „Режим авантуре“ је игра за једног играча у којој играч мора да се трка кроз све стазе и арене у игри и прикупи што више трофеја, реликвија, кључева за шефа, ЦНК жетона и драгуља.  Циљ Режима авантуре је да победи у свим тркама у пет различитих светова и освоји слободу ликова за игру од тиранског цара Вела XXVII. Главни свет игре је Велов Колосеум, из којег играч може приступити било ком од пет других светова кроз посебне капије. Већина ових капија је у почетку закључана; играч мора да заврши трке једног света да би добио приступ следећем свету. Када је у свету, играч може да приступи трци тако што ће возити изабраног лика на „Warp Pad“. Победом у трци, играч ће добити трофеј. Када играч добије сва три трофеја у свету, играч ће моћи да се такмичи против тог светског шампиона, који се понаша као шеф. Ако играч успе да победи светског шампиона, шампион ће се одрећи Светског кључа. Ово омогућава играчу да се укључи у посебне модове тог света и омогућава приступ следећем свету. 
Посебни режими сваке трке састоје се од „Трке реликвија“, „ЦНК изазова“, „Кристалне арене“ и „Купова драгуља“. У трци реликвија, играч мора сам да трчи кроз стазу и заврши три круга у најбржем могућем времену. Да би помогли играчу, "Сандуци времена" су распоређени по целој стази. Када играч вози лика кроз Сандук времена, сат се замрзава на било који број секунди који је наведен на сандуку. Ако су сви сандуци времена на стази уништени, коначно време играча ће се смањити за десет секунди. Играч осваја реликвију тако што побеђује време приказано на екрану. ЦНК изазов се игра као нормална трка, осим што играч мора сакупити и слова Ц, Н и К разбацана по стази. Ако играч успе да сакупи сва три слова и дође на прво место, додељује се "ЦНК Жетон". Ови жетони долазе у четири различите боје. Ако играч прикупи четири жетона исте боје, играч ће моћи да приступи Драгуљ Купу одговарајуће боје. Драгуљ Купови су тркачки турнири који се одржавају против компјутерски контролисаних противника и доступни су кроз специјалну капију у Веловом Колосеуму. Ако се освоји један од ових пехара, додељује се драгуљ. Када играч сакупи све трофеје, светске кључеве и реликвије, играч ће моћи да се трка против цара Велоа на својој личној тркачкој стази. Ако играч успе да победи Велоа у овој трци, игра је добијена. 
„Трка на хронометар“ је режим за једног играча где играч покушава да подеси најбоље време на било којој стази у игри. Нема других тркача који би ометали играча, али нема сандука са предметима који би помогли играчу. Када се трка од три круга заврши, играч може да сачува "духа", репризу те трке. Следећи пут када се тој стази приступи у овом режиму, играч може учитати духа, омогућавајући играчу или другима да се такмиче са духом у трци. Ако играч заврши сваку од нумера у одређено време, играч ће моћи да се такмичи против духова ликова шефа игре. „Проба на временско коло“ игра се као трка на хронометру, осим што се играч утркује да би добио најбоље време за један круг око стазе. Када се један круг заврши, појавиће се играчев "дух" (понављање круга који је управо завршен). Кад год се постигне боље време у крилу, стари дух ће бити замењен бржим. У "Брзој трци" играч бира карактер, стазу и трке. Играч може подесити ниво вештине рачунара и број кругова. 
У "Тимској трци", играч удружује снаге са компјутерски контролисаним партнером да би победио у трци. Када су играч и партнер у непосредној близини један другог, „Метар тима“ ће се подићи. Када је тимски мерач пун, играч може активирати „Тимско лудило“, у којем играч и партнер имају привремени приступ неограниченом оружју и појачањима. У "Куп турниру", играч се такмичи против других тркача на три различите стазе. На крају стазе, тркач на првом месту добија девет бодова, другопласирани добија шест бодова, трећепласирани добија три бода, а четврто место добија један бод; остали не добијају бодове. Када се заврше све три стазе, тркач са највише поена побеђује. Ово је једини тркачки режим који може да игра више од једног играча. 

### Борбени режими
У борбеним режимима, уместо да се трка по стазама, играч се креће по борилачким аренама док скупља оружје и напада противнике. Постоји пет начина борбе у Crash Nitro Kart. Сваки мод могу да играју два до четири играча.  У „Ограниченој бици“, циљ је напасти противнике оружјем и замкама док избегавате нападе које су противници покренули. Офанзивно и одбрамбено оружје се може прикупити разбијањем посебних сандука. Играч може поставити тачку и временско ограничење пре почетка игре. Ко заради довољно поена или има довољно поена када време истекне, побеђује. Овај режим се може играти бесплатно за све или са тимовима. У "Last Kart Driving" такмичари се такмиче док не остану без живота. Такмичар изгуби живот сваки пут када га погоди оружје или опасност или падне у јаму. Такмичар који остане без живота биће елиминисан. Као што наслов сугерише, последња вожња картинга побеђује. Овај режим се може играти бесплатно за све или са тимовима. 
У "Crystal Grab", такмичари се морају борити да сакупе све кристале у арени. Када је такмичар нападнут, они ће испустити све кристале које су прикупили, дозвољавајући противницима да их украду. Овај режим се може играти бесплатно за све или са тимовима. У "Capture the Flag", два тима покушавају да ухвате заставу једне друге и врате је својим заставама. Играчи морају да се утркују до противничке стране мапе и пређу преко своје заставе да би је зграбили. Затим морају прећи преко базе своје заставе да би освојили поен са заставе коју су освојили. Застава која је украдена може се бацити ако је лопов погођен било којим оружјем. Украдене заставе које су бачене могу се вратити у своје базе. Због тежине застава, сваки картинг са заставицом ће бити успорен. Игра се завршава када време истекне или када један од тимова добије довољно поена. Овај режим се може играти само у тимовима. "Steal the Bacon" је варијација "Capture the Flag" у којој се два тима боре око једне заставе која се налази на средини арене. Тимови морају покушати да узму заставу и донесу је у своју базу. 

## Прича

### Ликови
Crash Nitro Kart садржи око двадесет седам ликова,  од којих се шеснаест може играти.  Шеснаест ликова је подељено у четири тима од по четири, а сваки тим вози картинг исте боје.
"Тим Бендикут", који управља плавим картингом, предводи Креш Бендикут, главни протагониста серије. Његов картинг је свестрани извођач са изузетним убрзањем. Коко Бендикут, Крешова млађа генијална сестра, програмирала је точкове свог картинга да боље избалансирају њихову брзину, побољшавајући способност окретања картинга. Кранч Бендикут, Крешов пријатељ, којег је првобитно креирао доктор Нео Кортекс да уништи Креша, пилотира картингом са невероватним замахом и брзином, али спорим убрзањем.  Лажни Креш, несавршени дупликат Креша, постаје доступан као лик за игру ако играч изврши 50 узастопних повећања брзине на било којој стази у Режиму авантуре као члан Тима Кортекс. 
"Тим Кортекс", који пилотира црвене картинге, предводи доктор Нео Кортекс, Крешов заклети непријатељ и главни антагониста серије. Као и Креш, Кортекс управља картингом који се истиче убрзањем. Доктор Н. Гин, десна рука доктора Кортекса, је механички геније који управља картингом који је специјализован за окретање. Тини Тигар, највернији пратилац доктора Кортекса, је гломазни џин који управља картингом великом брзином попут Кранча.  Доктор Нефариус Тропи, самопроглашени господар времена, постаје доступан као лик за игру ако играч победи све временске рекорде у режиму трке на време. 
"Тим Оксид", који пилотира жуте картинге, предводи главни антагониста Crash Team Racing-а Нитроус Оксид.  Његове присташе, Зам и Зем, постају доступни као ликови за игру ако играч освоји љубичасти и зелени драгуљ у режиму авантуре. „Прави Вело“, облик цара Вела који се види на крају Режима авантуре, део је Жутог тима и постаје доступан као лик за игру ако играч два пута победи у Режиму авантуре: једном као члан тима Бендикут и једном као члан Тима Кортекс. 
"Тим Транц", који управља зеленим картингом, предводи Н. Транц, јајолики мајстор хипнотизма.  Дингодил и Полар, које је Н. Транц хипнотизовао, постају доступни као ликови за игру ако играч освоји Црвени и Плави драгуљ у режиму авантуре. Пура, кога је Транц такође хипнотисао, постаје доступан као лик за игру ако играч изврши 50 узастопних повећања брзине на било којој стази у режиму авантуре као члан тима Бендикут. 
Главни антагониста приче, цар Вело XXVII, је самоуверен, доминирајући, застрашујући и презриви владар своје галаксије; он прети да ће уништити Земљу ако Крешов и Кортексов тим одбије да се такмиче у његовом Галаксијском кругу. Вело је последњи шеф игре и трка се заједно са два саветника који постављају офанзивне мере за успоравање играча. Претходне Велоу су четири шефова лика који поседују „Кључеве света“ који су потребни за трку са Велом. По редоследу, шефови се састоје од следећег: Кранк, гломазно створење које осећа да је Земља копија његове матичне планете, Тера, која се трка да докаже која је планета супериорнија; Неш, генетски модификовано створење налик ајкули које је створено да се увек креће; Норм, мимика налик гоблину који трчи уз већу и одвратнију верзију себе; и Гири, робот који је опседнут савршенством колико и чишћењем. 
Аку Аку и Ука Ука служе као помоћници током игре, дајући савете у вези са вештинама вожње, информације о објектима у свету чворишта, савете о томе како ефикасно користити оружје и повремена упозорења током трка.

### Прича
Креш, Коко и Кранч Бендикут се опуштају док њихов непријатељ, доктор Нео Кортекс, размишља о свом следећем правцу акције у погледу победе над Бендикутима и постизања светске доминације.  Изненада, обе групе су отеле од стране мистериозног белог светла које их води у велики колосеум негде у другој галаксији. Овом галаксијом влада цар Вело XXVII, који планира да се тимови утркују ради забаве својих поданика. Он обећава Земљанима да ће победом у тркама освојити њихову слободу, али им прети уништењем Земље ако одбију да се тркају. 
Након што оба тима прихвате изазов, Вело објашњава да ће се тркачи такмичити на четири света по његовом избору и обећава трку против галактичког шампиона ако шампиони тих светова буду поражени.  Када су Кранк, Неш, Норм и Гири, шампиони Тере, Барина, Феномене и Текни, поражени, земаљски тркачи се боре против галактичког шампиона: самог цара Вела.  Тркачи побеђују Велоа, али он одбија да их пошаље назад на Земљу осим ако не освоје све временске реликвије и поново га поразе.   Вело поново губи од земаљских тркача и буквално експлодира у нападу беса, откривајући да је роботско одело које контролише мала верзија себе налик на гремлине.  
Ако Тим Бендикут победи у трци, Вело, пошто је изгубио утицај на своје поданике, потиштено препушта своје царство Бендикутима.  Креш размишља о томе да постане следећи цар галаксије, али одлучује другачије и враћа контролу Велоу у замену за слање Бендикута назад на Земљу.  Ако Тим Кортекс победи у трци, Вело се бори са Кортексом око поседовања његовог жезла, да би га зауставио Тини. Кортекс користи моћ скиптра у покушају да се врати на Земљу, али се скиптар ломи и уместо тога шаље Кортекса, Н. Гина и Тинија на Теру. Када се суоче са домороцима, Тини поправља скиптар и касније је поштован као краљ, на Кортексову велику љутњу.

## Развој и издавање
Игру која ће постати Crash Nitro Kart првобитно је осмислио и развио Traveller's Tales.  Оригинални концепт укључивао је возила која би претрпела штету док се не своде на један точак; возило се могло поправити прикупљањем посебних предмета разбацаних по колосецима.  Лик Нина Кортекс, који ће се касније појавити у Crash Twinsanity, креирао је и дизајнирао Дјук Мајтен током ове фазе развоја.  Задаци развоја игре су накнадно пребачени на Vicarious Visions, где је игра провизорно названа Crash Team Racing 2 током претпродукције. 
Ликове игре је дизајнирао ветеран серије Чарлс Зембилас, док су окружења дизајнирали Џо Пирсон (још један ветеран серије), Џон Неварез, Алан Симонс и Ди Дејвис. Картинге су дизајнирали Пери Зомболис Јр. и Анди Ломерсон. Препознајући да су видео секвенце у пуном покрету постале нова норма у најсавременијим видео играма, Universal Interactive је одлучила да Crash Nitro Kart буде прва игра у серији Crash Bandicoot која ће имати такав филм. Сцене за Crash Nitro Kart креирали су Red Eye Studios;  Препродукцијом сцена бавила се Epoch Ink. Сценарио сцена написао је Ден Тангвај. Осам уметника из студија добило је четири месеца да креирају 32 минута унапред рендерованог филма. Стварна фаза анимације требало је да буде завршена за 15 недеља, разбијајући се на скоро пет снимака дневно или 15 секунди анимације дневно за сваког уметника. Верзије модела ликова у игри су направљене коришћењем 3ds Max-а и опремљене су потпуним инверзним кинематичким подешавањима, метама за морфологију и УВ мапама текстуре од стране Vicarious Visions. Ови модели се нису могли директно пренети у снимке због њихове ниже резолуције за оптималну интерактивност у реалном времену. Уместо тога, уметници Red Eye Studios-а радили су на основу концептуалних скица које је обезбедио Vicarious Visions и користили Alias Systems Corporation-ову Maya (са којом су уметници били боље упознати) да побољшају детаље 27 модела ликова у игрици, укључујући Crash Bandicoot лика. 
С обзиром на задатак да формирају личности Crash Nitro Kart-а који се приказује кроз видео-снимке у пуном покрету, уметници Red Eye Studio-а су поставили одређена правила о томе како ће се сваки лик понашати по подразумеваној вредности. Као што је аниматор Томас Хап приметио, „Н. Гин, на пример, увек би подразумевано бацио трзаве погледе са једне на другу страну, док би се Тини често збуњено чешао по глави. Било је много сцена у којима ликови само стоје и слушају како говори цар Вело, и морали смо да измислимо начине да персонализујемо њихове манире и створимо јединствен 'размишљајући лик'." Да би постигли смеле и дубоко засићене боје и текстуре ликова и окружења, уметници су користили Maya, као и Adobe Photoshop и Corel Painter. Док су уметници прилагодили многе сценографије и реквизите у снимцима од колега у игрици, већину ових објеката су реконструисали од нуле како би додали надреализам у пејзаж. Снимање снимака је завршено много пре истека рока од четири месеца.  Конзолну верзију Crash Nitro Kart-а објавио је Vivendi Universal пре Electronic Entertainment Expo-а 2003.  док је верзија N-Gage објављена 16. фебруара 2004.  Crash Nitro Kart је међу првим насловима који су развијени користећи Intrinsic Alchemy Middleware технологију након што је Vicarious Visions купио своја права од угашене Intrinsic Graphics. 
Crash Nitro Kart је објављен за Плејстејшн 2, Xbox, GameCube и Game Boy Advance у Северној Америци 11. новембра 2003. и у Европи 28. новембра 2003. године;     N-Gage верзија игре је објављена у Европи 30. јуна 2004. и у Северној Америци 28. јула 2004.  Мобилна верзија је објављена 20. септембра 2004.  Верзија за Плејстејшн 2 поново је објављена у компилацији од три диска „Crash Bandicoot Action Pack“ (заједно са Crash Twinsanity и Crash Tag Team Racing) у Сједињеним Државама 12. јуна 2007. и у Европи 20. јула 2007. 

### Аудио
Саундтрек за игру компоновали су Ашиф Хакик и Тод Мастен из Womb Music, док је дизајн звука креирао New Media Audio, подружница Technicolor Creative Services. Хакик је компоновао тему главног менија игре,  сцене и другу половину звучног записа у игри, док је Мастен компоновао прву половину.  Тему главног менија креирао је Хакик као своју понуду да добије посао ко-компоновања игре, и назвао ју је једном од својих омиљених композиција за видео игре.  Мастен је добио уговор да заједно креира резултат за игру након што је напустио Vicarious Visions и вратио се у Калифорнију из Њујорка. На основу свог истраживања „веома препознатљиве“ звучне палете серије Crash Bandicoot, Мастен је уградио бројне ударне тонске инструменте у партитуру Crash Nitro Kart. Мастен је увелико користио тада недавно објављен Reason програм од стране Propellerhead Software-а у писању своје партитуре за игру, чинећи Crash Nitro Kart Мастенов први потпуно дигитални резултат.  Упоређујући њихова два стила, Хакик је описао Мастенову музику као хармонично „паметну као и сва Креш музика“, а сопствену музику као мотивисану и под утицајем музике креиране за 8 и 16-битне конзоле за игре.  Universal Interactive је био толико задовољан резултатом да су замолили Мастена да ремиксира прилагођени диск са звучном подлогом као део специјалног пакета са Валмартом; Crash Nitro Kart је друга видео игра коју је компоновао Мастен и која је добила звучну подлогу. Игра је такође међу првима која подржава 5.1 формат сараунд звука. 
Гласове у игри чине Кленси Браун као доктор Нео Кортекс и Ука Ука, Мел Винклер као Аку Аку, Кевин Мајкл Ричардсон као Кранч Бендикут и саветник Велоа, Деби Дерибери као Коко Бендикут и Полар, Стивен Блум као цар Вело XXVII и Креш Бендикут, Били Вест као Неш и Зам, Двајт Шулц као Дингодил и Лажни Креш, Маршал Р. Тиг као Кранк, Џон Димаџио као Тини Тигар, Мајкл Енсигн као доктор Нефариус Тропи, Квинтон Флин као доктор Н. Гин и Нитроус Оксид, Андре Соглиузо као Норм и Зем, Пол Гринберг као Гири и Пура и Том Бурдон као Н. Транц и саветник Велоа. 

## Пријем
Верзије Crash Nitro Kart-а за конзоле добиле су „мешовите или просечне“ критике према Метакритик-у.    Мени Ламанча из GamePro-а је закључио да је игра Crash Nitro Kart-а стварала зависност, али не и иновативу.  PlayStation: The Official Magazine је рекао да је Crash Nitro Kart „истовремено задовољавајући и изазован“ и „одличан начин да се испуни та потреба за брзином“.  Nintendo Power је похвалио картинг као „брз“, а појачања као „креативна“.  Official U.S. PlayStation Magazine је закључио да су „Vicarious Visions учинили све што су могли да опонашају класични Naughty Dog (Crash Team Racing) и само су додали PS2 слој боје.  Часопис Play је рекао да је игра „мало генеричка и да је у великој мери рециклирана, али систем клизања из Crash Team Racing-а то спаја”.  Мет Хелгесон из Game Informer-а одбацио је игру као „вероватно један од најмање узбудљивих тркачких наслова које сам играо у последње време“.  Демијан Лин из Electronic Gaming Monthly-а је приметио да је игра била „скоро идентична игрици Crash Team Racing, чак и до вумпа воћа који повећавају брзину, тако да ако сте га волели раније, и даље ћете га волети, а ако не... онда не." 
Контроле игре су добро примљене. Мени Ламанча из GamePro-а закључио је да је контроле лако подићи, али их је тешко савладати.  Official Xbox Magazine је похвалио "чврсту контролу" игре и "иновативни систем за појачавање".  Мајкл Лефери из GameZone-а рекао је да је интерфејс „једноставан за коришћење“ и да игра не захтева криву учења.  Тони Гуиди из TeamXbox-а је приметио да су „поједностављене“ контроле дозвољавале да игру игра било ко и да ће због различитих техника појачавања и клизања, „савладавање контроле одвојити сјајне тркаче од новости“.  Рајан Дејвис из GameSpot-а је изјавио да, иако вам систем клизања „може дати озбиљну предност у трци... то је такође веома тешко извести, јер захтева беспрекоран тајминг“.    Стивен Родригез из Nintendo World Report-а је рекао да се картинг „прилично добро контролише, али да може бити тешко да се доследно рукује при највећој брзини“, и додао да је клизање снаге „лако за направити“. 
Графика игре је позитивно примљена. Мени Ламанча из GamePro-а рекао је да су визуелни елементи јарких боја и глатко анимирани и приметио да је графика Xbox верзије била нешто чистија од Плејстејшн 2 верзије.  Мајкл Лаферти из GameZone-а похвалио је окружења као „бујну и богату текстуру“, а сцене као „веома добро урађене“.  Тони Гуиди из TeamXbox-а похвалио је графику као „чисту и оштру“ и додао да су сценографије „прелепо углађене“.  Рајан Дејвис из GameSpot-а је приметио да „Crash Nitro Kart задржава јарке боје, цртани изглед који је био заштитни знак прошлих Crash Bandicoot игара, иако са мало унапређеном графиком.    Ед Левис из ИГН-а је рекао да је графика за режиме за једног играча била „светла, весела и глатка“, али је смањен квалитет у режимима за више играча.    Кристан Рид из Eurogamer-а је закључио да „Crash Nitro Kart остаје у тачно оном љупком игралишту које бисте очекивали од Day-Glo серије, нити се ни на који начин не удаљава од генеричких светова старих цртаних филмова нити пружа било какав графички трик који изненађује прекаљене играче који траже прскање слаткиша за очи са њиховим шареним цртаним филмом."  Стивен Родригез из Nintendo World Report-а је рекао да „ако сте играли било коју другу Crash Bandicoot игру, онда имате прилично добру идеју како ова изгледа“.  Рус Фишхер из GameSpy-а је рекао да је игра „нека лепа графика, која користи солидну брзину кадрова и мноштво боја да би ухватила стару магију Crash игрица“. 
Звук је добио мешовити пријем. Мени Ламанча из GamePro-а рекао је да је гласовна глума у игри (коју су обезбедиле звезде као што су Деби Дерибери и Били Вест) била „јасна и забавна“.  Тони Гуиди из TeamXbox-а је такође приметио да су гласови ликова „добро урађени” и да музика „није досадна”.  Међутим, Мајкл Лаферти из GameZone-а изјавио је да музика после неког времена може постати „мало заморна” и „нервирајућа”.  Рајан Дејвис из GameSpot-а је закључио да је звук био „угледан“, али је додао да је „став“ лика које звукове угриза делују „изнуђено“.    Ед Левис из ИГН-а је рекао да је "спасоносна милост" и да су"звучни ефекти у стилу Шашаве дружине" то што је "урађено професионално и иако је прилично глупо ако га слушате, не гризе и не пада испод коже као што то могу друге игре." Додао је да је музика била "поскакава и живахна и, још једном, цртана".    Стивен Родригез из Nintendo World Report-а описао је музику и звучне ефекте као „генеричке“ и „обичне“, и приметио да је најбољи део звука игре „та секси маска која говори која вам даје савете између трка, али чак и она постаје више досадна." 
Верзија за Game Boy Advance је позитивно оцењена.  Френк Прово из GameSpot-а је изјавио да „ликови нису ни приближно толико популарни као они у Нинтендо игри Марио Карт, али дубљи начин игре то у извесној мери надокнађује“.  Крег Херис из ИГН-а критиковао је печове успоравања у игри, али је сматрао да би иначе „била блиски кандидат за најбољег картинг тркача на ручним уређајима“.  Nintendo Power је закључио да „иако Crash Nitro Kart не доноси ништа ново у жанр картинг трка, то је брза и забавна игра у којој ће обожаватељи Креш Бендикута уживати. 
Верзија N-Gage добила је средње критике.  Леви Бјукенен из ИГН-а је у позитивној рецензији похвалио велики избор ликова, нумера и начина играња игре.  Рајан Дејвис из GameSpot-а похвалио је игру због њеног суштински солидног играња, глатких и оштрих графика и количине „ствари које треба урадити“, али је изјавио да „уско видно поље има драматично негативан утицај на цело искуство, поништавајући многе позитивних особина игре“.  Луис Бедигијан из GameZone-а је сматрао да „разноликост курсева, појачања и пристојан осећај за брзину нису довољни да надокнаде камеру од које се буквално осећате болесно“.  Џастин Липер из GameSpy-а критиковао је велику брзину кадрова и тунелску визију екрана и испоручио коначну поруку „Ако би библиотека N-Gage-а била учионица, онда би Crash Nitro Kart био косооки клинац који једе пасту и мисли да је одговор на сваки математички проблем „мачка““. 